# La noia de la perla
La noia amb turbant, coneguda també com La noia de la perla (en neerlandès Het meisje met de parel), és un quadre fet per Vermeer de Delft, entre 1665 i 1667, que actualment es troba al Museu Mauritshuis, La Haia.

## Descripció
En la producció de Vermeer, hi ha quatre obres en les quals amb prou feines hi ha al·lusions narratives, la qual cosa indica que podria tractar-se de retrats.
En aquest grup, sobresurt la tela de La noia de la perla, una de les obres més famoses del pintor de Delft. La ubicació de la model en un primer pla reforça aquesta hipòtesi, encara que per desgràcia en desconeixem el nom; s'ha suggerit, però, que podria tractar-se de Maria, la filla de Vermeer. El bust de la noia, de perfil, es retalla davant d'un fosc fons neutre i el seu cap, entregirat, dirigeix la mirada cap a l'espectador. La seva boca, oberta lleugerament com si anés a parlar, dota de major realisme la composició, recordant obres de Ticià, Tintoretto, Rembrandt o Rubens.
La model vesteix una jaqueta de tonalitats brunes i groguenques, en la qual sobresurt el coll blanc de la camisa, i cobreix el seu cap amb un turbant blau del qual cau un drap d'intens color groc, que hi crea un contrast cromàtic. La gran perla que li ha donat nom adorna l'orella de la jove, i recull el brillant reflex de la llum que n'il·lumina el rostre.
L'obra va originar el 1999 una novel·la amb el mateix títol (original anglès: Girl with a Pearl Earring), de Tracy Chevalier. Aquesta composició literària, al seu torn, fou adaptada al cinema, en la pel·lícula del 2003 Girl with a Pearl Earring dirigida per Peter Webber i protagonitzada per Scarlett Johansson, Colin Firth, Tom Wilkinson i Cillian Murphy.